# Нородом Сиривуд
Нородом Сиривуд (кхмер. នរោត្តម សិរីវុឌ្ឍ; род. 8 июня 1951 года) — камбоджийский государственный и политический деятель, член королевской семьи, единокровный брат короля Нородома Сианука, председатель Камбоджийского института мира и сотрудничества. Ранее занимал должности вице-премьера и министра иностранных дел Королевства Камбоджа.

## Биография
Нородом Сиривуд родился 8 июня 1951 года. Окончил Университет Париж-Дофин, имеет степень магистра экономики (1976). В 1981 году вступил в ряды партии ФУНСИНПЕК, в 1989 году стал генеральным секретарем партии. После восстановления монархии в 1993 году занял пост министра иностранных дел в коалиционном правительстве принца Ранарита, покинул эту должность в 1994 году после отставки министра экономики и финансов Сама Рейгнси. В декабре 1995 года был арестован по обвинению заговоре против Хун Сена. Вскоре после этого был лишен депутатской неприкосновенности и был вынужден покинуть стану.
Вернулся в Камбоджу в 1998 году. В 2001 году вновь стал генеральным секретарем ФУНСИНПЕК. В 2004 году назначен вице-премьером.